# ICC Intercontinental Cup 2009–2010
Der ICC Intercontinental Cup 2009–10 war die fünfte Ausgabe des ICC Intercontinental Cups, des internationalen First-Class Cricket Wettbewerbs für Nationalmannschaften, die keinen Test Match Status besitzen.

## Modus
Die Spiele fanden zwischen Juli 2009 und Oktober 2010 statt, mit dem Finale in den Vereinigten Arabischen Emiraten vom 2.–4. Dezember 2010. Für das Turnier qualifizierten sich die sechs bestplatzierten Teams des ICC Cricket World Cup Qualifiers 2009. Des Weiteren nahm die Mannschaft von Simbabwe unter dem Namen „Zimbabwe XI“ teil, da dessen Test-Match Status sab Januar 2006 suspendiert war. Die siebt- bis zehntplatzierten Mannschaften des World Cup Qualifiers trugen erstmals den „ICC Intercontinental Shield“ aus. Diese Spiele hatten ebenfalls First-Class Status.

## Tabelle
| Stand: 5. Oktober 2010 | Punkte | Sp. | S | N | Remis | FI | A |
| ---------------------- | ------ | --- | - | - | ----- | -- | - |
| Afghanistan            | 97     | 6   | 5 | 0 | 1     | 4  | 0 |
| Schottland             | 89     | 6   | 3 | 1 | 2     | 5  | 0 |
| Zimbabwe XI            | 72     | 6   | 3 | 1 | 2     | 4  | 0 |
| Irland                 | 55     | 6   | 2 | 1 | 3     | 4  | 0 |
| Kenia                  | 43     | 6   | 2 | 3 | 1     | 2  | 0 |
| Niederlande            | 15     | 6   | 0 | 5 | 1     | 2  | 0 |
| Kanada                 | 9      | 6   | 0 | 5 | 1     | 1  | 0 |

- Sieg: 14 Punkte
- Remis, falls mehr als 10 Std. verloren gingen: 7 Punkte (sonst 3 Punkte)
- FI, Führungs nach dem 1. Innings (first innings): 6 Punkte (unabhängig vom Ergebnis)
- Abgesagt: 10 Punkte.

Am 29. September 2010 wurde bekannt, dass Simbabwe sein letztes Spiel gegen Schottland nicht bestreiten wird. Als Folge bekam Schottland den Sieg zugesprochen und konnte damit im Finale gegen Afghanistan antreten.

### Finale
| 2.–4. Dez. 2010 | Dubai | Schottland 212 (88.4) & 82 (47.3) | – | Afghanistan 171 (60.1) & 124-3 (26.4) |
|                 |       | Afghanistan gewinnt mit 7 Wickets |   |                                       |